# Melanie Chartoff
Melanie Barbara Chartoff (New Haven, 15 dicembre 1948) è un'attrice e doppiatrice statunitense.

## Filmografia parziale

### Attrice
Cinema
- American Hot Wax, regia di Floyd Mutrux (1978)
- Prigione modello (Doin' Time), regia di George Mendeluk (1985)
- Stoogemania: i nuovi fratelli Marx (Stoogemania), regia di Chuck Workman (1985)
- Big Brother Trouble, regia di Ralph E. Portillo (2000)
- Alexander IRL, regia di K. Asher Levin (2007)

Televisione
- Aspettando il domani (Search for Tomorrow) – soap opera, 9 puntate (1976)
- Fridays – serie TV, 59 episodi (1980-1982)
- Fresno – miniserie TV, 6 puntate (1986)
- Take Five – serie TV, 6 episodi (1987)
- Bravo Dick (Newhart) – serie TV, 5 episodi (1987-1990)
- Parker Lewis (Parker Lewis Can't Lose) – serie TV, 72 episodi (1990-1993)
- Weird Science – serie TV, 5 episodi (1996-1998)

### Doppiatrice
Video/Film
- Rugrats: The Santa Experience (1996)
- Rugrats: Grandpa's Favorite Stories (1997)
- A Rugrats Vacation (1997)
- Rugrats: Bedtime Bash (1997)
- Rugrats: Mommy Mania (1998)
- Rugrats - Il film (The Rugrats Movie), regia di Igor Kovaljov e Norton Virgien (1998)
- I Rugrats a Parigi - Il film (Rugrats in Paris: The Movie), regia di Stig Bergqvist e Paul Demeyer (2000)
- I Rugrats da grandi (2001)
- I Rugrats nella giungla (Rugrats Go Wild), regia di Norton Virgien e John Eng (2003)
- Il dottor Dolittle 3 (Dr. Dolittle 3), regia di Rich Thorne (2006)

Serie TV
- I Rugrats (Rugrats) – serie TV, 156 episodi (1991-2005)
- Jumanji – serie TV, 22 episodi (1996-1999)
- I Rugrats da grandi (All Grown Up!) – serie TV, 33 episodi (2003-2008)
- OK K.O.! – serie TV, 4 episodi (2018)

Videogiochi
- Rugrats Adventure Game (1998)
- Rugrats: Search for Reptar (1998)
- Rugrats: Studio Tour (1999)